# SciPy
SciPy ist eine Python-basierte Open-Source-Softwareumgebung, die hauptsächlich von Wissenschaftlern, Analysten und Ingenieuren für wissenschaftliches Rechnen, Visualisierung und damit zusammenhängende Tätigkeiten benutzt wird. Der Name SciPy bezeichnet gleichzeitig auch eine spezifische Python-Bibliothek mit numerischen Algorithmen und mathematischen Werkzeugen, die einen Kernbestandteil der SciPy-Umgebung bilden. Die SciPy-Umgebung enthält als Numerik-Basisbibliothek das Paket NumPy, welches Python um effiziente Datentypen für große, multidimensionale Vektoren und Matrizen ergänzt. Darüber hinaus umfasst SciPy die erwähnte SciPy-Bibliothek mit Algorithmen zur numerischen Integration und numerischen Optimierung sowie eine wachsende Menge von zusätzlichen Bibliotheken für verschiedene Problemstellungen im Bereich des computerunterstützten numerischen Rechnens, z. B. IPython, Matplotlib, pandas und SymPy.
Als Gesamtsystem enthält SciPy unter anderem Module für die numerische Optimierung, lineare Algebra, numerische Integration, Interpolation, FFT, Signalverarbeitung, Bildverarbeitung, numerische Integration gewöhnlicher Differentialgleichungen und symbolische Mathematik.
Der Name SciPy steht auch für eine Familie von weltweit ausgerichteten Konferenzen für Anwender und Entwickler von SciPy und der enthaltenen Subsysteme: SciPy (in den USA), EuroSciPy (in Europa) and SciPy.in (in Indien).

## Datenstrukturen
Die von SciPy verwendete grundlegende Datenstruktur ist ein mehrdimensionales Array, das vom NumPy-Modul bereitgestellt wird. NumPy bietet einige Funktionen für lineare Algebra, Fourier-Transformationen und Zufallszahlenerzeugung, jedoch nicht mit der Allgemeingültigkeit der äquivalenten Funktionen in SciPy. NumPy kann auch als effizienter mehrdimensionaler Datencontainer mit beliebigen Datentypen verwendet werden.
Dies ermöglicht es NumPy, sich nahtlos und schnell in eine Vielzahl von Datenbanken zu integrieren. Ältere Versionen von SciPy verwendeten Numeric als Array-Typ, der jetzt zugunsten des neueren NumPy-Array-Codes veraltet ist.